# FK Ufa
Futbolnij klub Ufa eller engelsk FC Ufa er en russisk fodboldklub fra byen Ufa i Basjkortostan. Klubben spiller i landets bedste liga, den russiske Premier League, og har hjemmebane på Neftiannik stadion. Klubben blev grundlagt i 2010 og rykkede op i den bedste russisk række i 2014.

## Historiske slutplaceringer
| Sæson   | Niveau | Liga           | Placering | Kilde |
| ------- | ------ | -------------- | --------- | ----- |
| 2014/15 | 1.     | Premier League | 12.       | [ 1 ] |
| 2015/16 | 1.     | Premier League | 12.       | [ 2 ] |
| 2016/17 | 1.     | Premier League | 7.        | [ 3 ] |
| 2017/18 | 1.     | Premier League | 6.        | [ 4 ] |
| 2018/19 | 1.     | Premier League | 14.       | [ 4 ] |
| 2019/20 | 1.     | Premier League | 9.        |       |
| 2020/21 | 1.     | Premier League | .         |       |

## Kendte spillere
- Andrej Lunjov
- Dmitrij Stockij
- Viktor Vasin
- Anton Zabolotni
- Aleksei Skvernyuk
- Dzmitri Verkhawtsow
- Siarhej Vjeramko
- Jemal Tabidze
- Cătălin Carp
- Vagiz Galiulin
- Ondřej Vaněk
- Bojan Jokić
- Ionuț Nedelcearu
- Felicio Brown Forbes
- Emmanuel Frimpong
- Sylvester Igboun